# Heinrich von Saint-Julien
Heinrich Friedrich von Saint-Julien, auch von St. Julien oder französisch Henri-Frédéric de Saint-Julien (* 6. Januar 1801 in Mannheim; † 13. November 1844 in Karlsruhe), war ein badischer Jurist, Großherzoglich-badischer Kriegsrat, Komponist und Chorleiter.

## Leben
Heinrich von Saint-Julien stammte aus dem österreichischen Adelsgeschlecht derer von Saint-Julien, deren Familie angeblich in Frankreich unter dem alten Namen Guyard de Saint Julien auf das 13. Jahrhundert zurückgeht. Er war der zweite Sohn aus der ersten Ehe des Oberst Lambert von Saint-Julien (1754–1837) mit der früh verstorbenen Henriette Bertrand (1775–1803), die einem früheren Patriziergeschlecht aus Neuchâtel entstammte. Heinrichs Großmutter war Marie Anne Élisabeth Bertrand (1752–1832), die langjährige Direktorin des Philanthropins in Frankenthal, eine der ältesten Einrichtungen für Mädchenbildung. In die Pfalz war sie schon als Witwe eingewandert; bei ihrem Tod erbte Saint-Julien das Vermögen der Großmutter.
Saint-Julien studierte ab 1819 Rechtswissenschaften an der Universität Heidelberg bei Anton Friedrich Justus Thibaut, in dessen Singverein er auch Mitglied war. Nach Abschluss seines Studiums begann er im Staatsdienst als Sekretär im badischen Kriegsministerium. In Karlsruhe nahm er Unterricht im Fach Komposition bei dem befreundeten Friedrich Ernst Fesca. Besondere Freude bereitete ihm das nebenberufliche Komponieren und das Erforschen alter Kirchenmusik.
Am 23. April 1825 heiratete er Rosa Gulat von Wellenburg (1799–1852), eine Tochter des 1800 geadelten Daniel Gulat von Wellenburg (1764–1839). Aus der Ehe ging die im Mai 1831 die gemeinsame Tochter Victoria hervor. 1826 wurde er Assessor beim badischen Generalauditoriat.
Geprägt von Thibaut, dessen 1824 erschienenes Werk Über Reinheit der Tonkunst als Wurzel des Cäcilianismus gilt, gründete er 1826 in Karlsruhe den Verein für ernste Chormusik, den er bis Anfang der 1860er Jahre leitete. Diesen Verein, der bis um 1847 nach seinem Tod fortbestand, leitete nach ihm der Karlsruher Seminarlehrer und Komponist Anton Gersbach (1803–1848). Zweck des Vereins war, „… durch regelmäßige Chorübungen und Aufführungen den Sinn und das Verständnis für die alten Meister katholischer und evangelischer Kirchenmusik, sowie für die Werke Bach’s und Händel’s ebenso wohl wieder zu erwecken, als in weitere Kreise befruchtend zu verbreiten, und überhaupt der ernsten Vocalmusik eine Stätte gedeihlicher Wirksamkeit zu erschließen.“ Durch den Verein kam er in Kontakt mit gleichgesinnten Vertretern, beispielsweise mit Caspar Ett und dem ebenfalls befreundeten Sigismund von Neukomm.
Ab 1830 wurde er Assessor beim Kriegsministerium „mit Eid und Stimme“. 1835 wurde er zum Kriegsrat befördert. Im Sommer 1840 erkrankte er unheilbar an einem diagnostizierten „Leiden des Gehirnnerven“, an dem er im November 1844 starb.
Am 15. Februar 1845 veranstaltete der Verein für ernste Chormusik in Karlsruhe ihm zu Ehren eine Gedächtnisfeier. Einen zwei Ausgaben seiner Zeitschrift für Deutschlands Musik-Vereine und Dilettanten umfassenden Nachruf verfasste Ferdinand Simon Gaßner im März 1845.
Seine 1838 erschienene Komposition „Sechs Deutsche Gesänge für eine Singstimme in Begleitung des Pianof.“ widmete er der Sängerin Agnese Schebest (1813–1869), über sie verfasste er 1837 außerdem die Broschüre „Agnese Schebest in Karlsruhe. Eine Kunstabhandlung“.